# Adrián Daniel Calello
Adrián Daniel Calello (*  14. Mai 1987 in Quilmes, Buenos Aires) ist ein argentinischer Fußballspieler.

## Karriere
Calello spielt zumeist auf der Position des defensiven Mittelfeldspielers. Er trägt die Rückennummer 5. Da er italienische Wurzeln hat, besitzt er außer der argentinischen auch die italienische Staatsangehörigkeit. Seine Karriere begann er beim argentinischen Erstligisten CA Independiente aus Buenos Aires, wo er in seinen drei Profijahren 50 Ligaspiele bestritt. Am 16. Dezember 2008 wurde offiziell sein Wechsel nach Europa bekanntgegeben. Bei Dinamo Zagreb unterschrieb Calello einen Vertrag über fünfeinhalb Jahre ab dem 1. Januar 2009. Die Ablösesumme betrug 2,2 Millionen Euro. Nach vier Jahren in der kroatischen Liga und drei Meisterschaften mit Dinamo wechselte er im Januar 2013 zum AC Siena in die italienische Serie A.

## Erfolge
- Kroatischer Meister: 2009/10, 2010/11, 2011/12
- Kroatischer Pokalsieger: 2010/11, 2011/12